# Damita Jo
Albums de Janet Jackson
All for You
(2001) 20 Y.O.
(2006)
Damita Jo est le huitième album de Janet Jackson, sorti le 30 mars 2004.
Le nom de l'album est le deuxième prénom de la chanteuse. Il s’est vendu à 3 millions d’exemplaires dans le monde.

## Informations
La critique fut très partagée pour cet album, dont le côté commercial ressortait plus qu'autre chose.
L'album eut deux nominations aux Grammy Awards 2005 dans la catégorie Meilleur album R&B contemporain et Meilleure performance pour la chanson I Want You. 
La radio refusa de diffuser les singles de l'album à la suite de l'accident du Super Bowl XXXVIII.

## Liste des pistes
| #                 | Titre                     | Crédit(s) | Durée                                                      |
| ----------------- | ------------------------- | --- | ---------------------------------------------------------- |
| 1.                | Looking for Love          | Janet Jackson, David Ritz, Télépopmusik                                                                               | 1:29                                                       |
| 2.                | Damita Jo                 | Jackson, James Harris III, Terry Lewis, Bobby Ross Avila, Issiah J. Avila                                             | 2:45                                                       |
| 3.                | Sexhibition/Exhibition    | Jackson, Dallas Austin, Gregory „Ruckus” Andrews                                                                      | 2:29                                                       |
| 4.                | Strawberry Bounce         | Jackson, Kanye West, Harris, Lewis, Tony Prof T” Tolbert, Shawn Carter, Irving Lorenzo, Jeffrey Atkins, Rob Mays      | 3:10                                                       |
| 5.                | My Baby                   | West, Jackson, Sean Garrett, Joni-Ayanna Portee                                                                       | 4:17                                                       |
| 6.                | The Islands               | Jackson, Harris, Lewis                                                                                                | 0:39                                                       |
| 7.                | Spending Time with You    | Jackson, Harris, Lewis, Avila, Avila                                                                                  | 4:14                                                       |
| 8.                | Magic Hour                | Jackson, Harris, Lewis                                                                                                | 0:23                                                       |
| 9.                | Island Life               | Jackson, Scott Storch, Cathy Dennis                                                                                   | 3:53                                                       |
| 10.               | All Nite (Don’t Stop)     | Jackson, Harris, Lewis, Tolbert, Anders „Bag” Bagge, Arnthor Birgisson, Herbie Hancock, Paul Jackson, Melvin M. Ragin | 3:26                                                       |
| 11.               | R&B Junkie                | Jackson, Harris, Lewis, Tolbert, Michael Jones, Nicholas Trevisick                                                    | 3:10                                                       |
| 12.               | I Want You                | Harold Lilly, Kanye West, Burt Bacharach, Hal David, John Stephens                                                    | 4:12                                                       |
| 13.               | Like You Don’t Love Me    | Jackson, Harris, Lewis, Avila, Avila                                                                                  | 3:39                                                       |
| 14.               | Thinkin’ ‘Bout My Ex      | Tanya White, Babyface, Andy Cramer                                                                                    | 4:33                                                       |
| 15.               | Warmth                    | Jackson, Harris, Lewis, Dana Stinson, Tolbert                                                                         | 3:44 (totalement supprimé lors de la version non censurée) |
| 16.               | Moist                     | Jackson, Harris, Lewis, Avila, Avila, Tolbert                                                                         | 4:54 (totalement supprimé lors de la version non censurée) |
| 17.               | It All Comes Down to Love | Jackson, Harris, Lewis                                                                                                | 0:38                                                       |
| 18.               | Truly                     | Jackson, Harris, Lewis                                                                                                | 3:58                                                       |
| 19.               | The One                   | Jackson, Harris, Lewis                                                                                                | 1:01                                                       |
| 20.               | SloLove                   | Jackson, Shelly Poole, Tommy Danvers, Bagge, Birgisson                                                                | 3:44                                                       |
| 21.               | Country                   | Jackson, Harris, Lewis                                                                                                | 0:30                                                       |
| 22.               | Just a Little While       | Jackson, Austin | 4:13                                                       |
| Édition japonaise |                           | |                                                            |
| 23.               | I'm Here                  | Jackson, Bagge, Birgisson, Dennis                                                                                     | 4:16                                                       |
| 24.               | Put Your Hands On         | Jackson, Karen Poole, Bagge, Birgisson, Edward Fletcher, Sylvia Robinson, Melvin Glover, Clifton Chase                | 3:56                                                       |

Note : Les Chansons Warmth et Moist ont été totalement supprimés lors de la version moins explicites de l’album . 
La Chanson Sexhibition s’est renommée Exhibition dans la version non censurée de l’album , pour ne pas choquer le public .

## Enregistrement
- DARP Studios (Atlanta, Géorgie)
- Flyte Tyme Studios (Edina, Minnesota)
- Record Plant Studios (Hollywood, Los Angeles, Californie)
- Brandon's Way Recording
- Flyte Tyme Studios West
- The Village (Los Angeles, Californie)
- Platinum Sound Studios
- Sony Music Studios (New York)
- Larrabee Studios East (North Hollywood)
- Murlyn Studios (Stockholm, Suède)

## Singles
1. Just a Little While (février 2004)
2. I Want You (avril 2004)
3. All Nite (Don't Stop) (mai 2004)
4. R&B Junkie (decembre 2004)